# Філіп Гайнц
Філіп Гайнц (нім. Philip Heintz, 21 лютого 1991) — німецький плавець.
Учасник Олімпійських Ігор 2012 року.
Призер Чемпіонату світу з плавання на короткій воді 2016 року.
Призер Чемпіонату Європи з водних видів спорту 2014, 2018 років.
Чемпіон Європи з плавання на короткій воді 2013, 2017 років, призер 2015, 2019 років.